# Cover Flow
Cover Flow är ett tredimensionellt, grafiskt användargränssnitt, som låter användaren bläddra mellan förhandsvisningar av dokument på en dator eller annan elektronisk utrusning. Ett vanligt användningsområde är elektroniska musikbibliotek, där användaren med hjälp av Cover Flow både snabbt och lättöverskådligt kan bläddra bland olika skivomslag. Cover Flow skapades av konstnären Andrew Coulter Enright, och köptes år 2006 av elektronikföretaget Apple. Som ett resultat av förvärvet finns Cover Flow nu bland annat integrerat i Apples filhanterare Finder, i webbläsaren Safari och i jukebox-programmet Itunes. Dessutom utgör Cover Flow en betydande del av gränssnittet i Apples produkt Iphone OS, alltså det operativsystem som styr hårdvaran i mediaspelaren Ipod Touch och mobiltelefonen Iphone.